# 高翥 (元朝)
高翥（?—?），元朝大臣，元世祖时中书参知政事。
元世祖至元二十八年（1291年），高翥担任中书参知政事。元成宗大德七年（1303年），担任江浙行省左丞。他和行省平章政事阿里等人假借名义买了一万五千盐引，增价转卖于人，被御史弹劾。